# Коротеев, Борис Яковлевич
Борис Яковлевич Коротеев (род. 31 декабря 1946, Алма-Ата, Казахская ССР — 25 марта 1997, Санкт-Петербург) — российский театральный художник, живописец. Член Союза художников СССР (с 1972).

## Биография
В 1963 году окончил Алма-Атинское художественное училище имени Н. В. Гоголя. В 1971 году закончил Ленинградский институт театра, музыки и кинематографии, отделение сценографии, класс Н. П. Акимова. После института несколько лет работал театральным художником в театрах Риги и Ленинграда.
С 1973 по 1983 годы был художником-постановщиком в театре им. Ленсовета.
С 1983 по 1989 годы ставил спектакли у Бориса Эйфмана в труппе «Современный балет Ленинграда». Работал над созданием новаторских спектаклей с И. П. Владимировым.
Живописью начал заниматься с середины 1970-х годов и участвовал в многочисленных выставках.
С 1991 по 1993 годы работал совместно с художниками Татьяной Николаенко, Александром Кривенцовым, Александром Чижом над созданием кинетических витрин Театра марионеток им. Е. С. Деммени в Санкт-Петербурге.
25 марта 1997 года трагически погиб, похоронен на Серафимовском кладбище в Санкт-Петербурге.

## Выставки
- 1978 год (Москва): Советская Россия. Центральный выставочный зал, участвовал в выставке как сценограф.
- 1988 год: Принимал участие в выставках-продажах частных галерей ФРГ, Швейцарии, США как живописец и график.
- 1990 год (Ленинград): Биеннале новейшего искусства. Экспо-центр.
- 1990 год (Ленинград): Фестиваль ленинградских галерей. Центральный выставочный зал.
- 1990 год (Свольвер, Норвегия): Выставка «Художники из Ленинграда», Дни культуры Ленинграда[3].
- 1990 год (Гамбург, ФРГ): Гамбургская Месса.
- 1991 год (Гамбург, ФРГ): «Art Gamburg — 91»[4].
- 1997 год (Санкт-Петербург): По ту сторону ирреальности. Персональная выставка (посмертно). Галерея «Арт-коллегия»[5]
- 2010 год (Санкт-Петербург): Вечер памяти Бориса Коротеева. Санкт-Петербургская Деревня Художников.